# Palais des congrès de Pontevedra
Pour les articles homonymes, voir Palais des congrès.
Le Palais des congrès de Pontevedra est un édifice qui accueille des congrès, des expositions, des concerts, des pièces de théâtre et des spectacles de ballet et danse à Pontevedra (Espagne). Il est situé dans le secteur nord de la ville, à côté du fleuve Lérez et du pont des Tirantes et a été conçu par l'architecte Manuel de las Casas.

## Historique
La construction du Palais des congrès de Pontevedra a été envisagée au début des années 90 du XXe siècle dans le cadre d'un vaste projet d'urbanisme concernant l'aménagement de la partie nord-est de la ville, sur les terrains asséchés d'un ancien marais.
Le projet comprenait la construction d'un pont à haubans, le Pont des Tirantes, pour desservir l'auditorium et servir de sortie de la ville vers le nord, un centre d'expositions annexé au Palais des congrès devant le parc Rosalía de Castro et l'aménagement des rives du fleuve Lérez et du parc de l'île des Sculptures.
L'architecte Manuel de las Casas a remporté le concours d'avant-projet pour la construction du palais des congrès, dont la résolution a été annoncée le 2 novembre 1991. Il a conçu le projet en 1992. La construction du palais des congrès a commencé en 1993 et l'auditorium a été ouvert en 1997, tandis que le parc des expositions a été inauguré en 1998.
Le palais a été inauguré le 20 septembre 1997, avec l'exposition La neutralité de l'ordre de Manuel de las Casas et un concert de la mezzo-soprano Teresa Berganza et de la Philharmonie Royale de Galice sous la direction de Maximino Zumalave.
Juste après, les 24 et 25 septembre 1997, un congrès sur les infrastructures, l'environnement et le développement régional s'est tenu au palais des congrès.

## Description
D'architecture contemporaine, le palais comprend un ensemble de bâtiments d'une superficie de 10 000 m², qui abrite notamment un espace exposition, des salles plénières, un auditorium et un espace restauration. C'est un bâtiment polyvalent qui permet d'utiliser tous ses espaces en même temps.
L'aspect le plus caractéristique de l'extérieur du palais sont les plaques d'ardoise verte, l'acier Corten, le cuivre et le verre qui, avec l'ensemble harmonieux des volumes du bâtiment, comme le cube de la salle d'exposition, favorisent l'intégration dans le paysage et la verdure environnants. Manuel de las Casas organise le terrain en concevant des plates-formes artificielles, des places et des terrasses en pierre qui surplombent la ria, le Lérez et la ville.
Le complexe est composé de volumes purs avec un cylindre pour l'Auditorium et deux prismes sur différents étages, abritant une grande salle d'exposition, le Centre de congrès, un restaurant et une cafétéria. La salle de congrès et les salles de réunion se trouvent à l'intérieur du prisme de forme trapézoïdale. Sur le prisme à base carrée, l'accès et la grande lucarne mènent à la salle d'exposition située au niveau inférieur. Au bord du Lérez, on accède au bâtiment par un escalier en pierre recouvert par le mur d'ardoise verte.
Le centre de congrès de Pontevedra a été conçu pour accueillir différents types d'événements, congrès, salons professionnels, salons grand public, expositions, événements d’entreprises, conventions d’affaires, séminaires, colloques, conférences - quels que soient le format ou la tonalité que les organisateurs souhaitent lui donner. Ses atouts tiennent en deux mots : modularité et fonctionnalité.

### Surfaces et nombre de places
Le centre de congrès offre :
- une surface hors œuvre nette (SHON) totale de 10 000 m2
- un auditorium principal de 772 places. Selon l'architecte Manuel de las Casas, dans la salle de concert ou l'auditorium principal, des formes ondulées, voire fantaisistes, ont été recherchées pour éviter le rebondissement du son[1].
- un auditorium ou salle de conférences de 276 places
- une salle de réunion de 100 places
- une salle d'expositions claire et lumineuse de 1 220 m2
- un restaurant panoramique avec vue sur le fleuve Lérez et le Pont des Tirantes
- 8 salles de séminaires
- une salle atelier pour 40 personnes
- une salle de presse
- une salle VIP
- salle de répétitions, salle de repos, salle de couture, 10 loges.
- un parking public pour 1300 véhicules

## Programmation
En plus de concerts et spectacles, il accueille des congrès et des expositions tels que Culturgal, la foire des activités culturelles de Galice et des maisons d'édition, Pont Up Store, Cantos na maré, Etiqueta Negra, Edugal, Debut, etc.

## Galerie

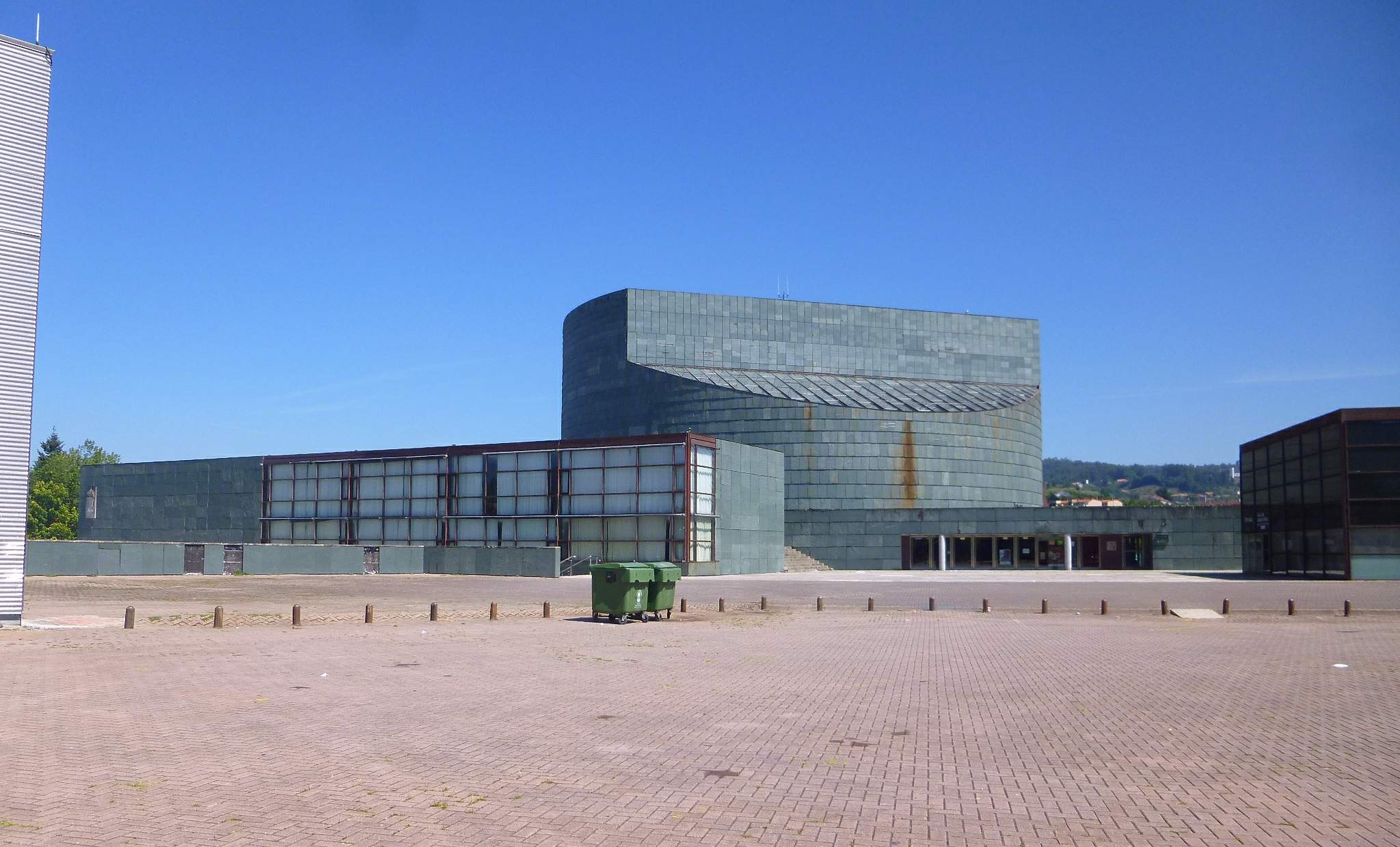
Partie supérieure.
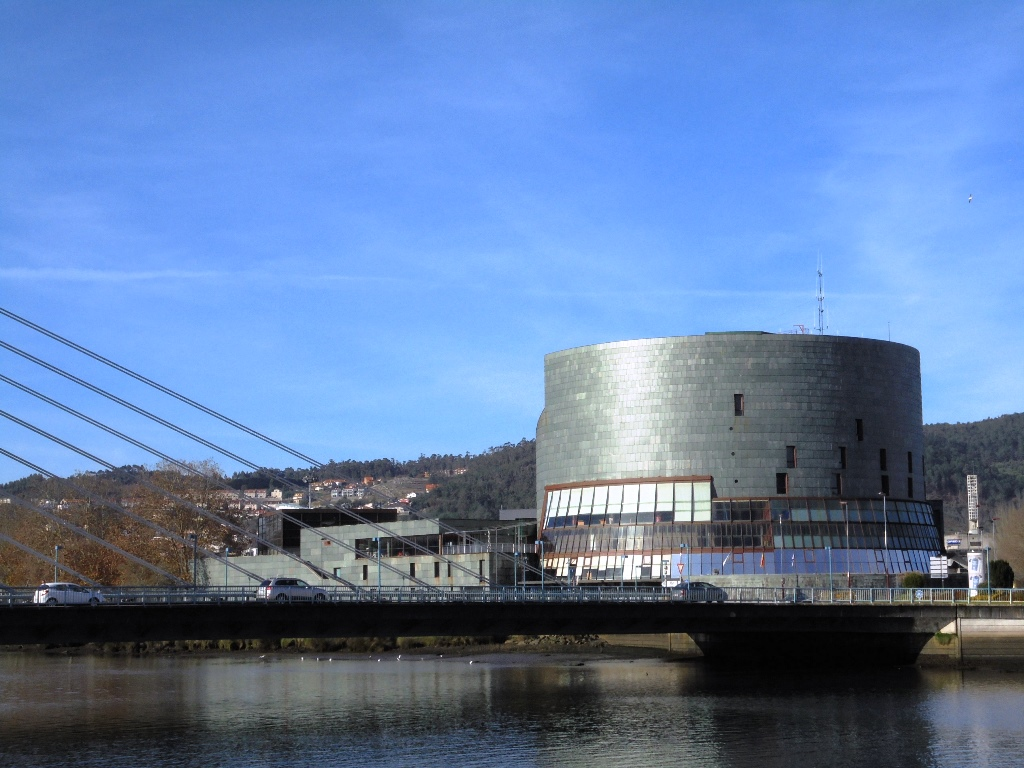
Façade.
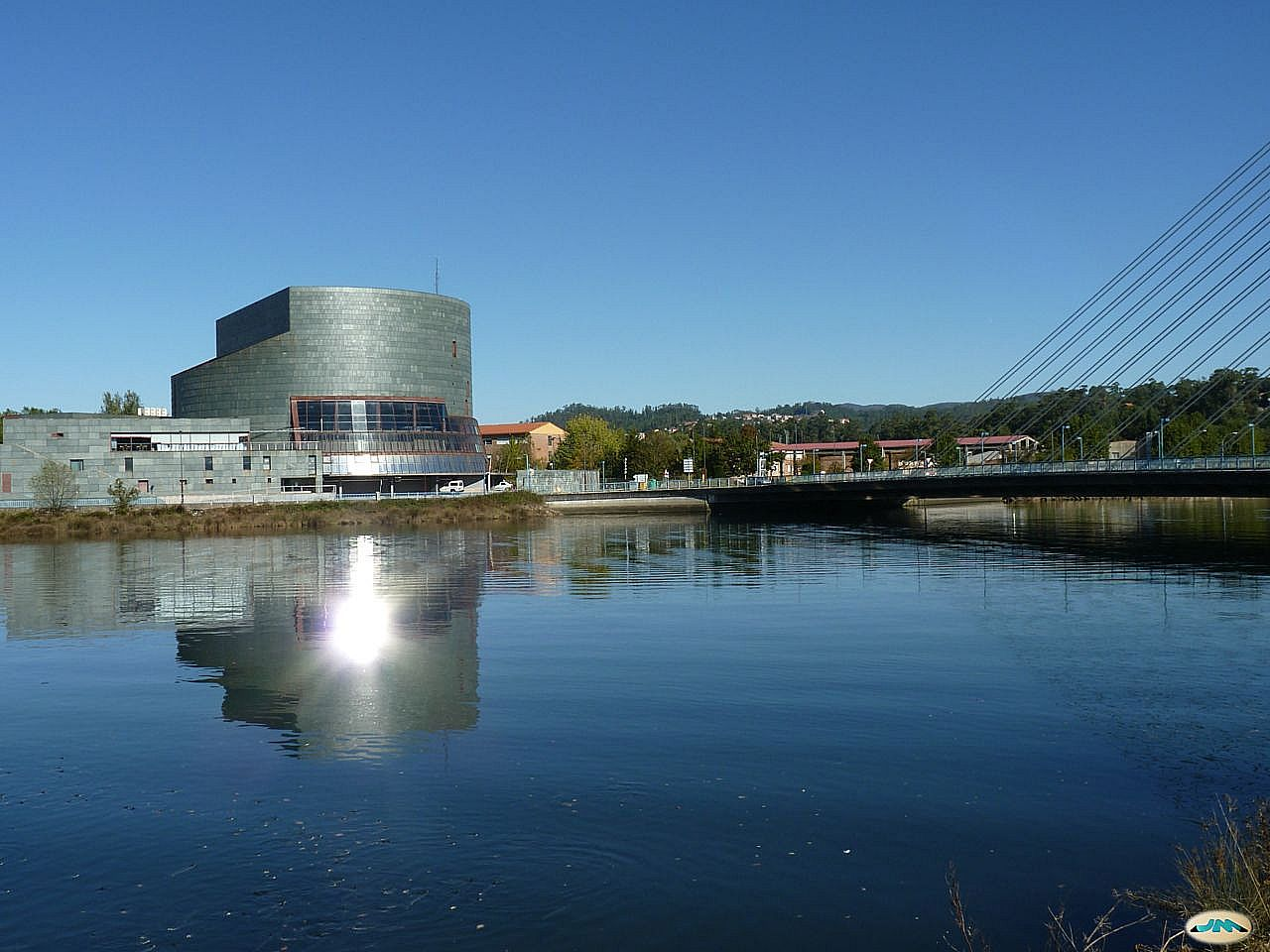
Façade intégrée dans le paysage
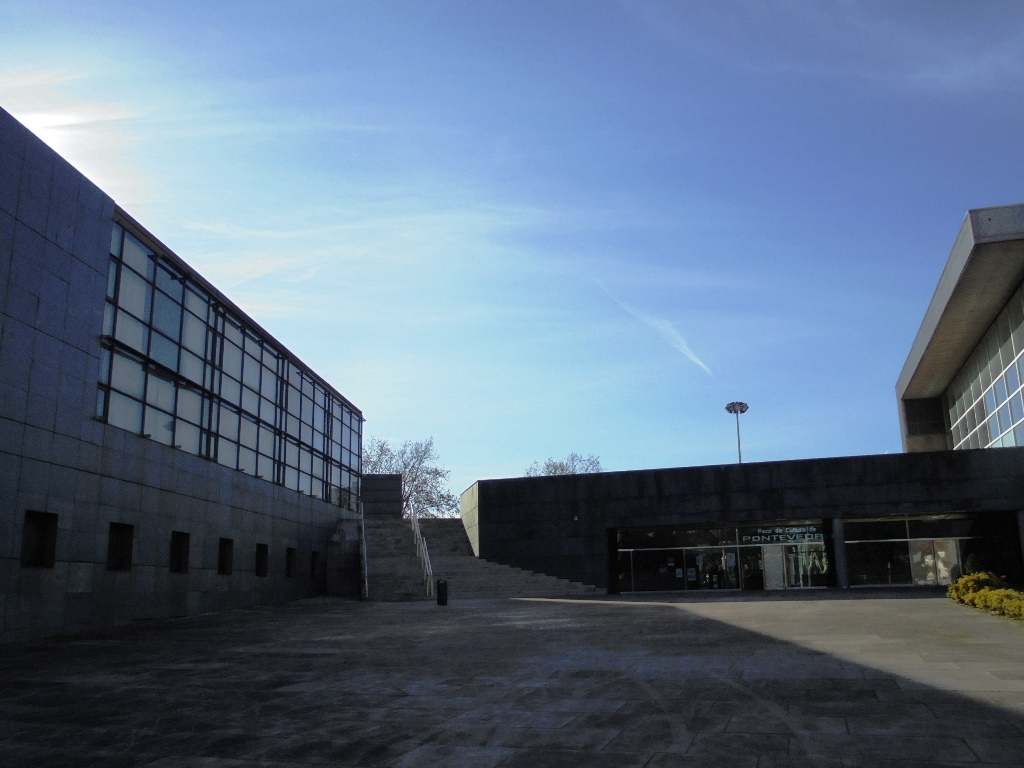
Hall d'entrée.
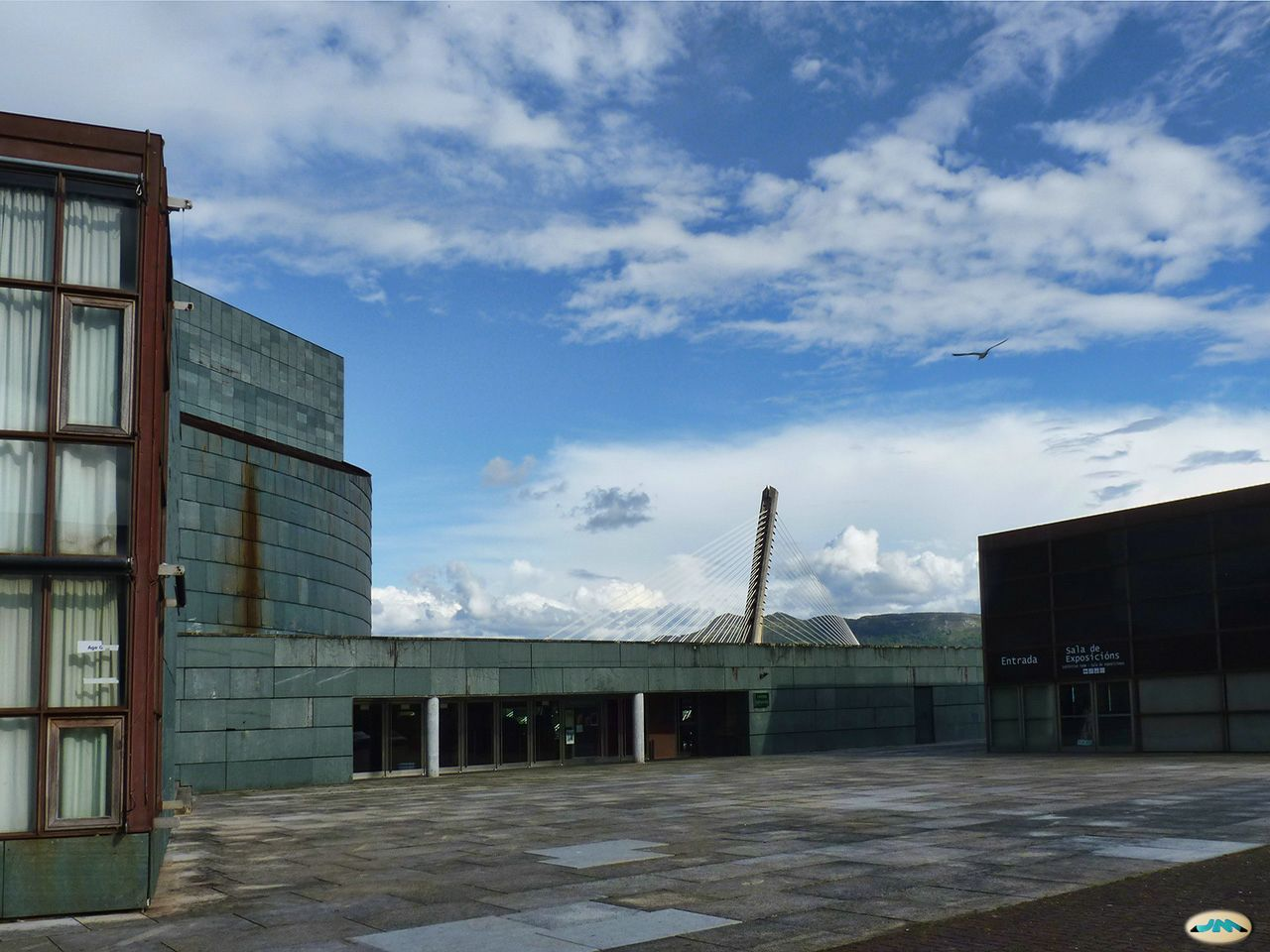
Entrée.
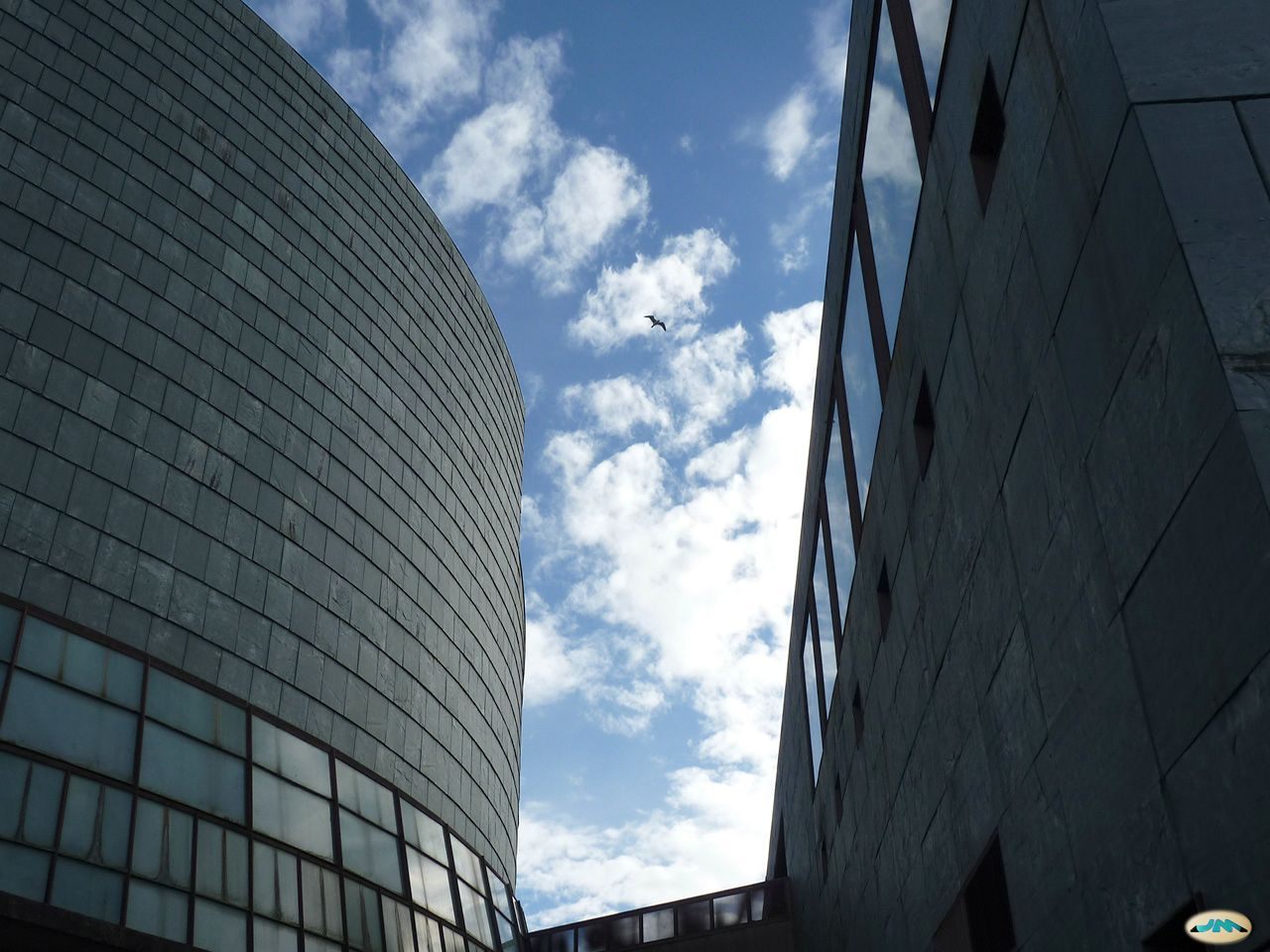
Auditorium au premier plan.
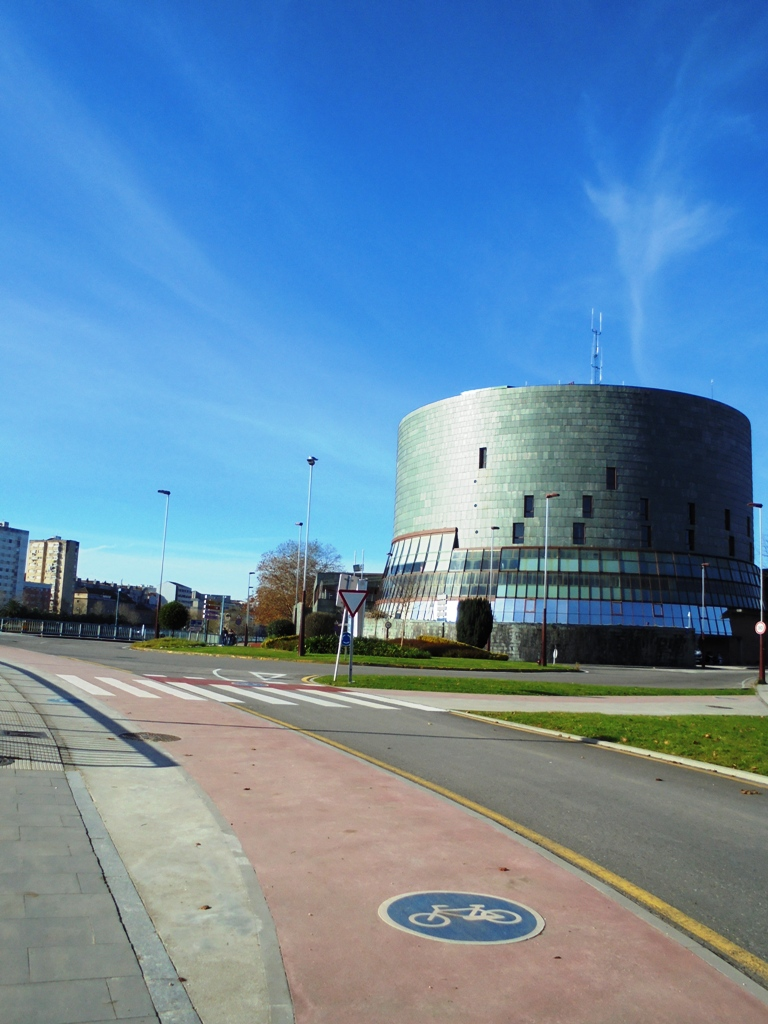
Piste cyclable devant le palais.
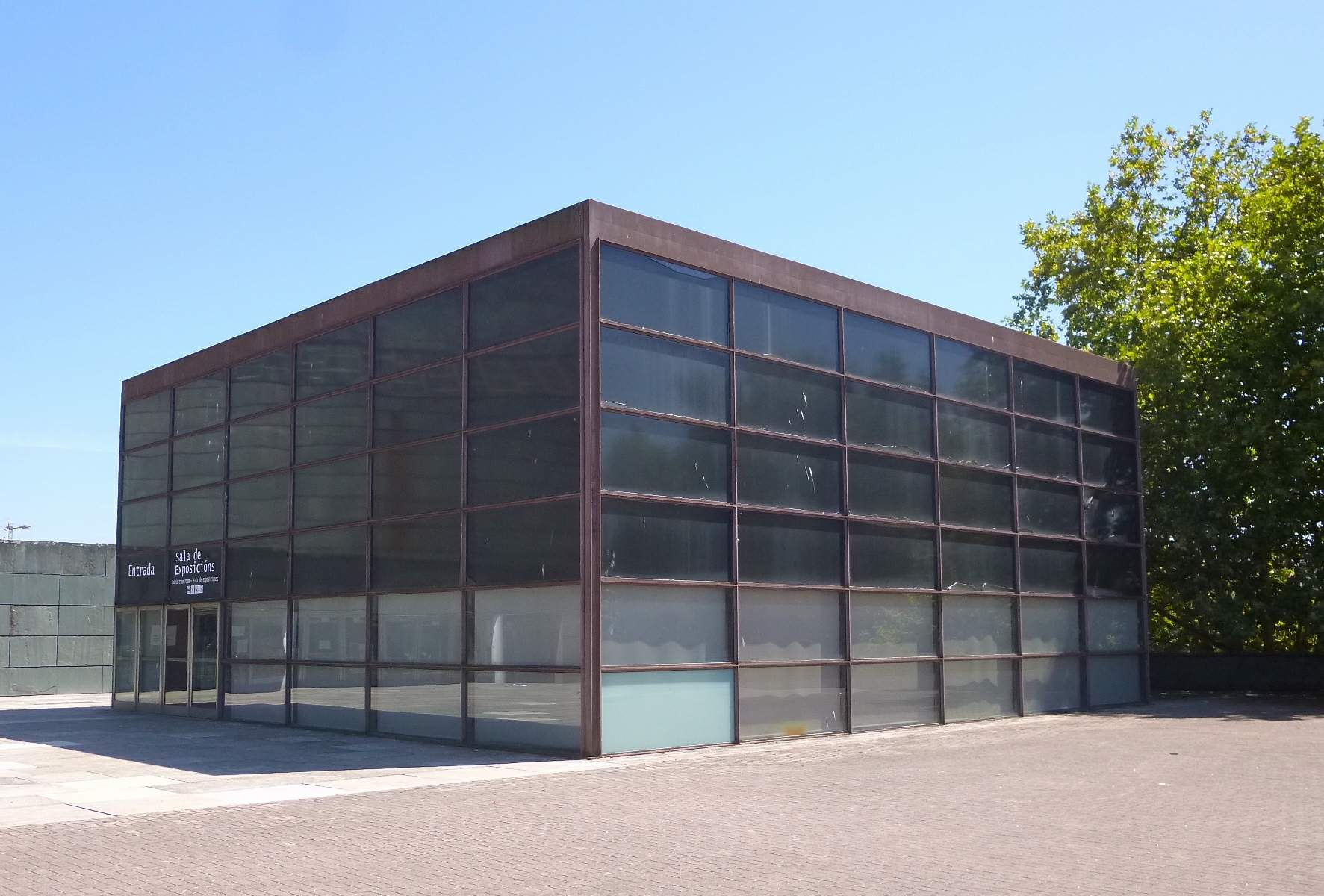
Cube en verre de la salle d'exposition.
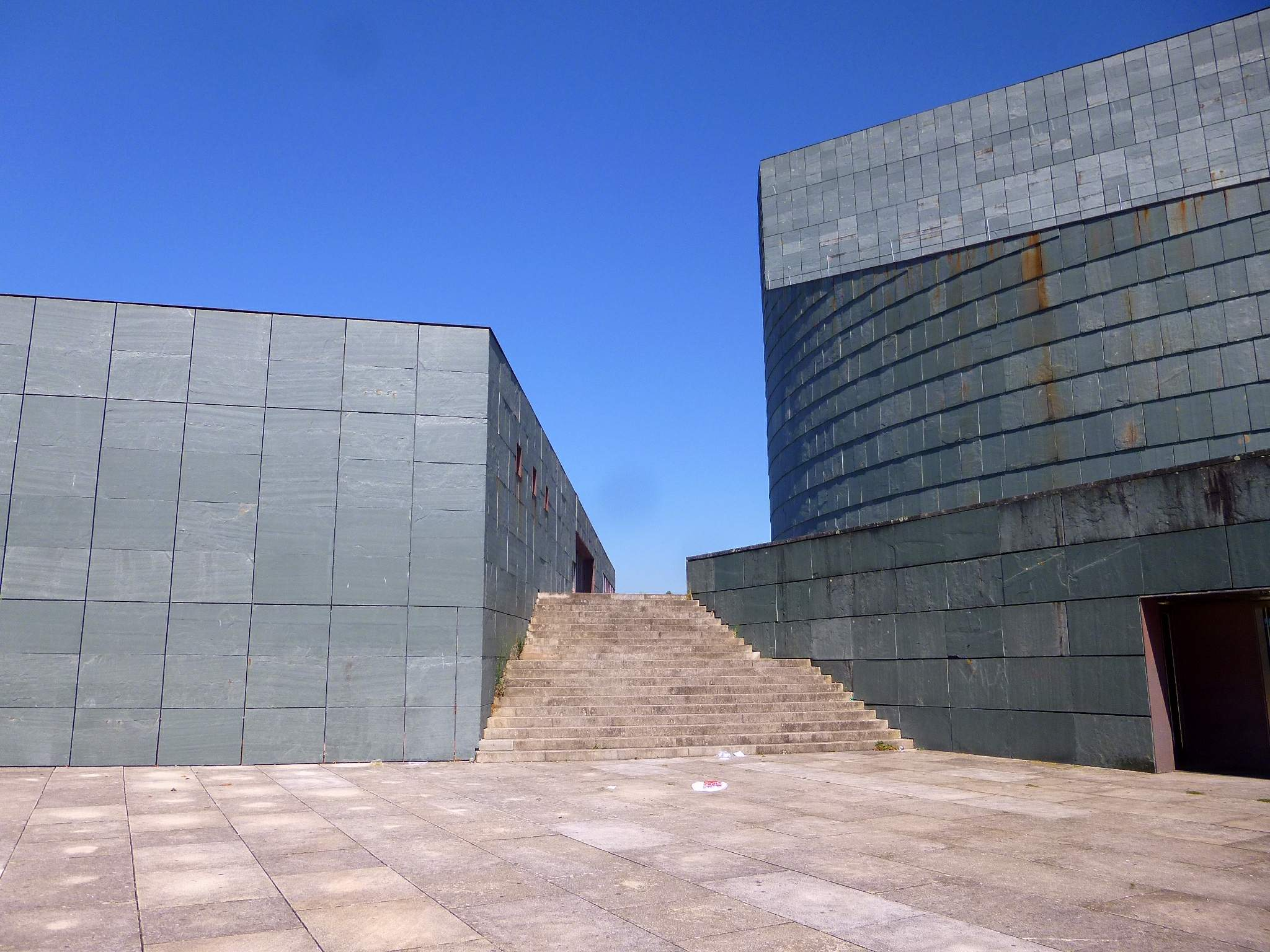
Escaliers faisant partie du palais.
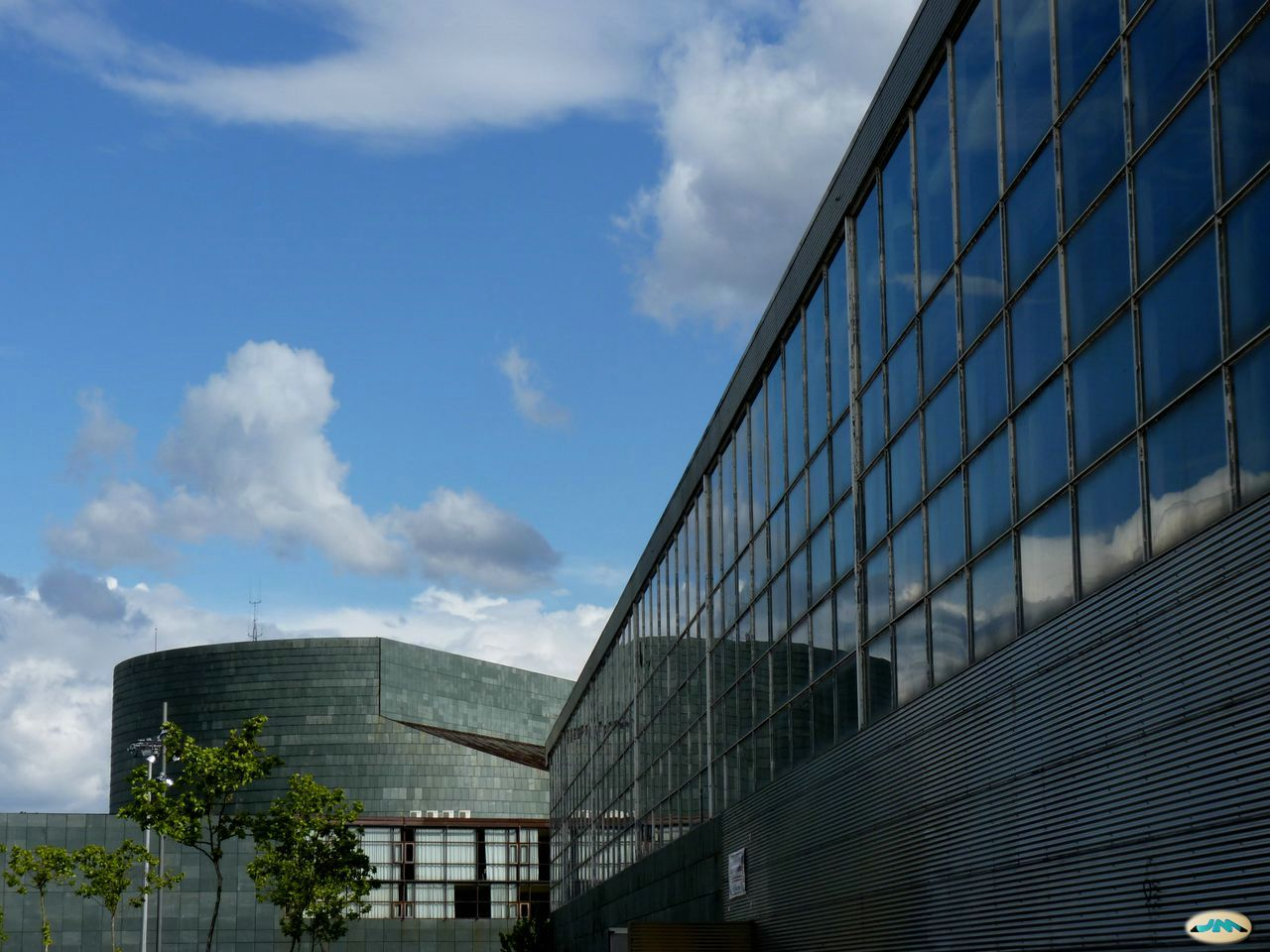
Centre d'exposition.
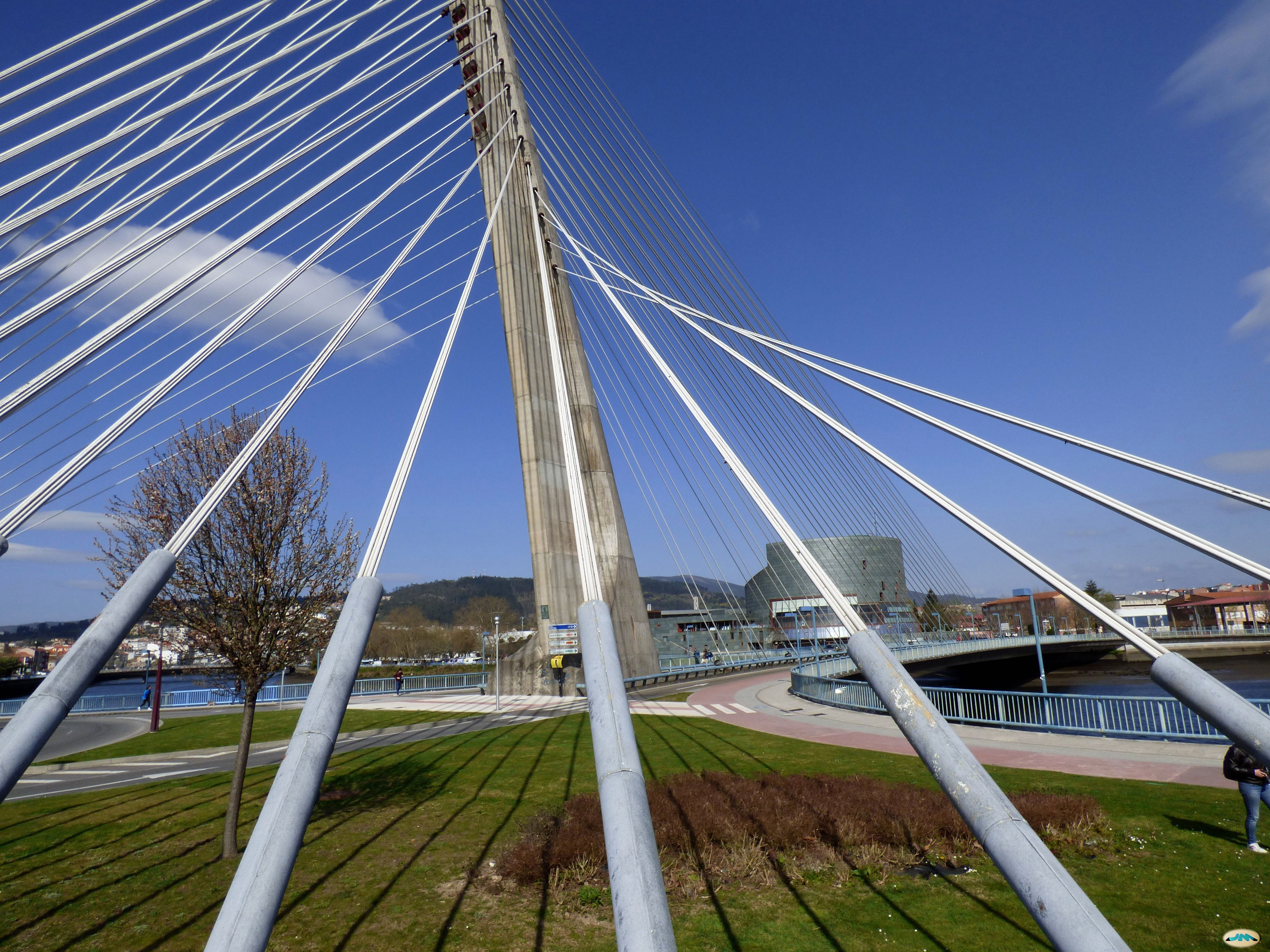
Vue du palais depuis le Pont des Tirantes.
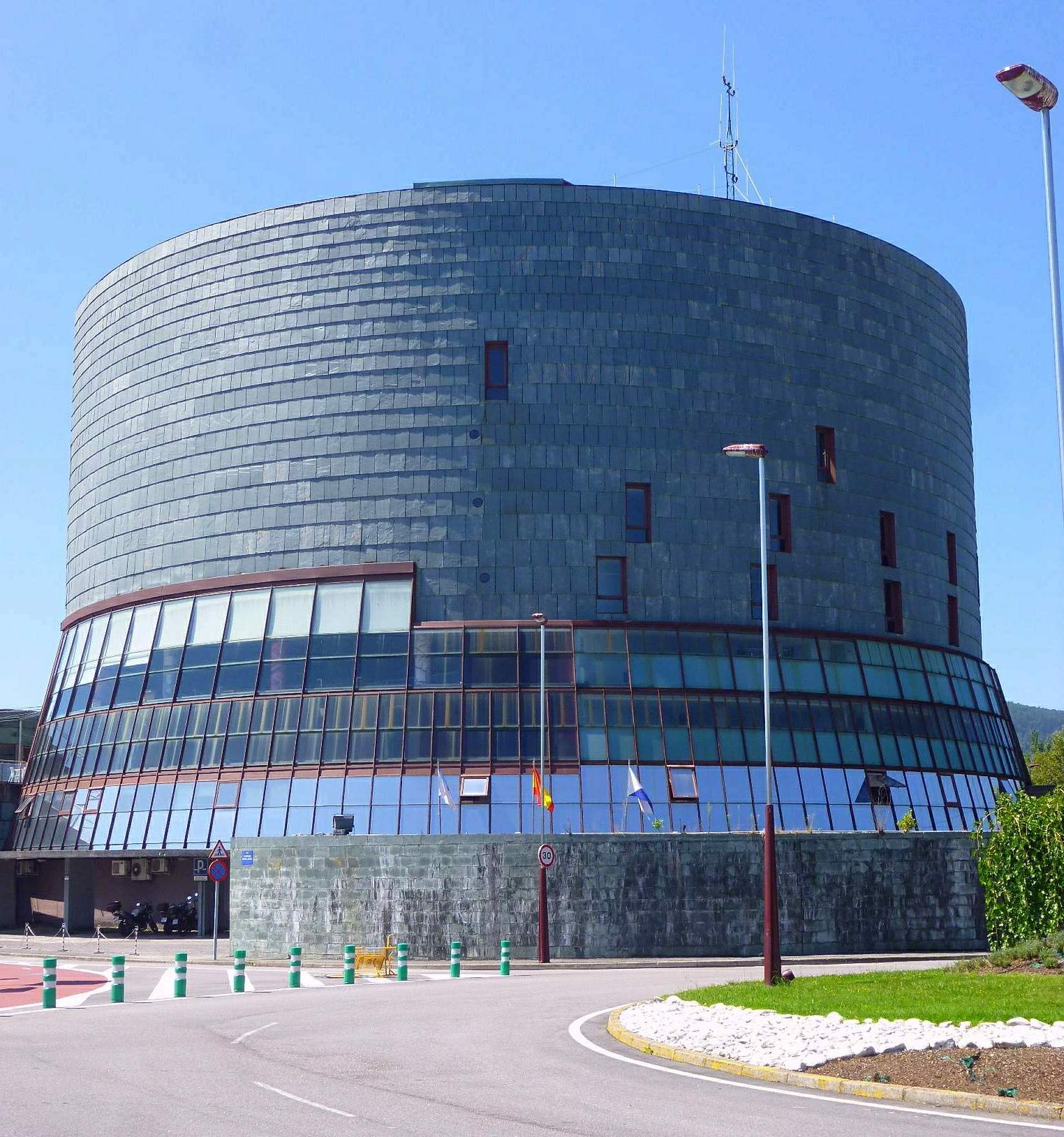
Auditorium
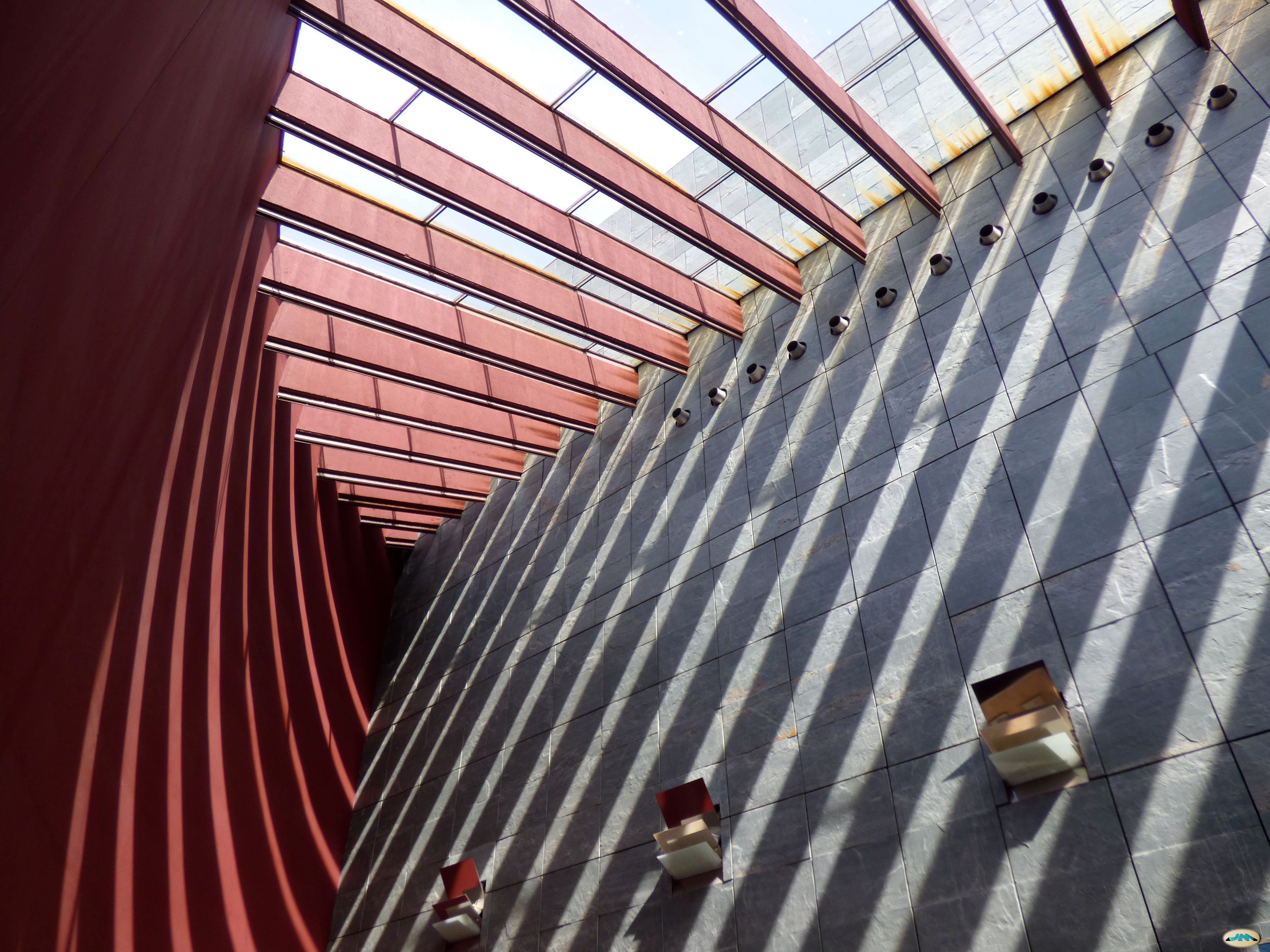
Hall de l'auditorium
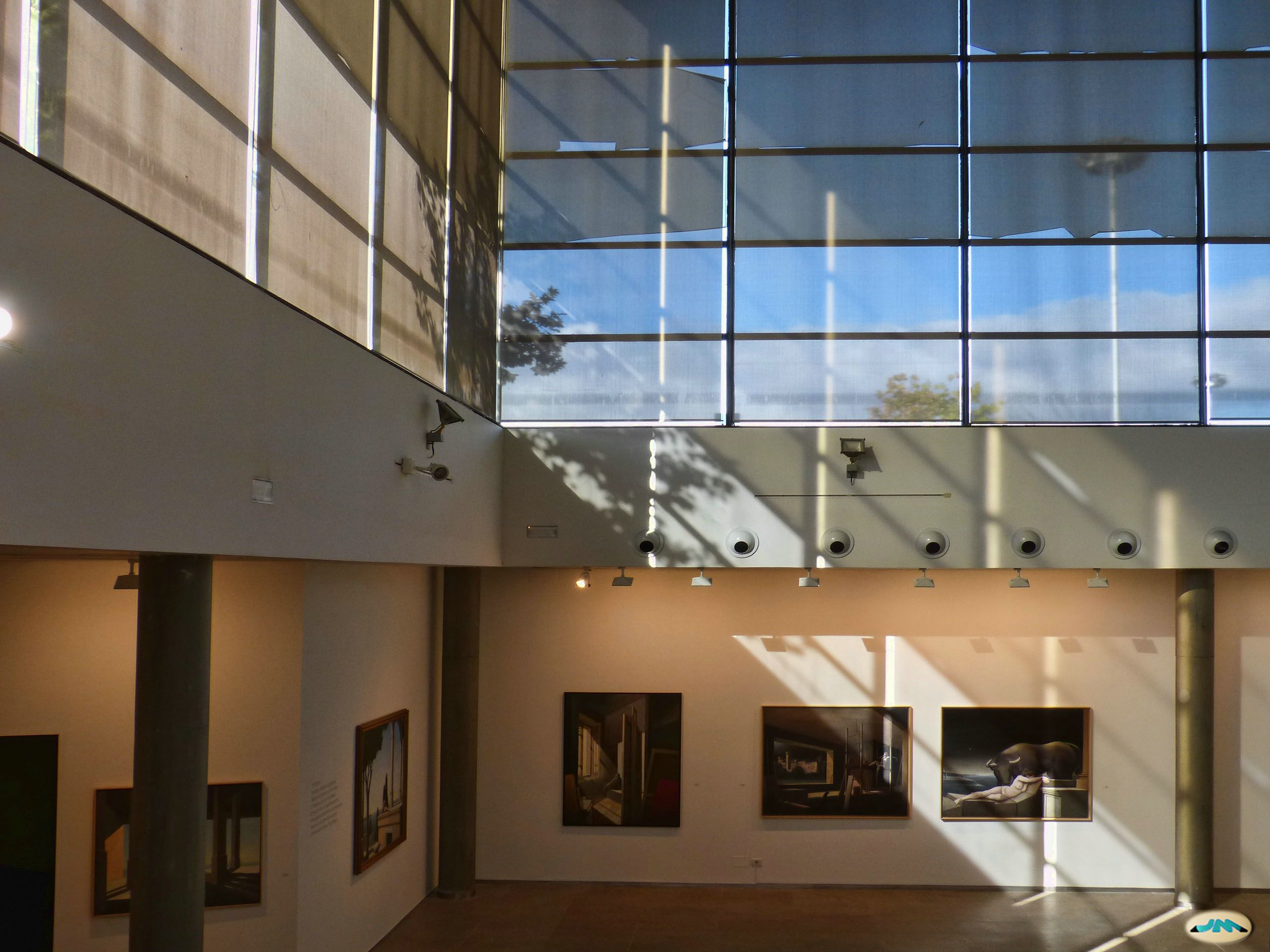
Intérieur de la salle des expositions.

## Voir également

### Autres articles
- Parc des expositions de Pontevedra
- Culturgal
- Manuel de las Casas